# Ramón Vila Rovira
Ramón Vila Rovira (Sallent de Llobregat, 18 de febrero de 2002) es un futbolista español que juega de guardameta en el Córdoba C. F. de la Segunda División de España .

## Trayectoria
Se formó en las categorías inferiores del FC Barcelona hasta que acabó su etapa juvenil en la temporada 2020-21.
El 27 de julio de 2021, firma por el Club Lleida Esportiu de la Segunda RFEF. 
En julio de 2023, firma por el Club Deportivo Atlético Baleares de la Primera RFEF. 
El 5  de julio de 2024, firma por el Córdoba CF de la Segunda División de España.

## Clubes
| Club                             | País   | Año       |
| -------------------------------- | ------ | --------- |
| Club Lleida Esportiu             | España | 2021-2022 |
| Club Deportivo Atlético Baleares | España | 2023-2024 |
| Córdoba C. F.                    | España | 2024-Act. |